# Adalberto de Barros Nunes
Adalberto de Barros Nunes (Rio de Janeiro, DF, 30 de outubro de 1905 — Rio de Janeiro, RJ, 29 de setembro de 1984) foi um almirante-de-esquadra brasileiro.
Foi ministro da Marinha do Brasil, de 30 de outubro de 1969 a 15 de março de 1974, durante o governo do presidente Emílio Garrastazu Médici.